# Ricosia setigena
Ricosia setigena là một loài ruồi trong họ Tachinidae.